# Noel Harrison
Noel Harrison (Londres, 29 de gener de 1934- Devon, Anglaterra, 20 d'octubre de 2013) va ser un cantant i actor britànic, i també esquiador olímpic. Va ser fill del també actor Rex Harrison
És especialment recordat per interpretar la cançó The Windmills of Your Mind, composta en 1968 pel músic francès Michel Legrand per a la pel·lícula The Thomas Crown Affair . Aquesta cançó va guanyar el premi Óscar a la millor cançó original d'aquest any 1968.

## Biografia
Harrison va néixer el 29 de gener de 1934 a Kensington, Londres. La seva mare, Ethel Margery Noel Collette-Thomas, va ser la primera de les sis esposes de Rex Harrison ; es van divorciar el 1942. Ethel i el seu cosí Richard Michael Collette Thomas (més tard un tinent coronel assassinat en acció el 1944, a França) van ser criats junts pels seus avis, el major John Cyril Collette-Thomas i Jessie Maud Scott-Brown, a Bude, Cornualla del Nord. De petit, va assistir a l'escola Sunningdale, on el seu pare també havia estat alumne. Quan tenia 15 anys, Ethel va treure el jove Noel de l'escola de Radley per viure als Alps suïssos .
Després d'aparèixer en petits papers a pel·lícules britàniques com The Best of Enemies (1961), Hot Enough for June (1964) i Where the Spies Are (1965), Harrison va marxar als Estats Units el 1965, treballant com a animador de discoteca en aquests llocs. com l' Hungry I a San Francisco, i al Persian Room de la ciutat de Nova York. Gràcies als seus managers Bob Chartoff i Irwin Winkler, que van passar a produir les pel·lícules de Rocky, va aconseguir un rècord a les llistes. El tema era "A Young Girl", escrit per Charles Aznavour. A la temporada de televisió 1966-67 va aparèixer com Mark Slate en 29 episodis de la sèrie de la NBC The Girl from UNCLE com a coprotagonista de Stefanie Powers (April Dancer).

## Vida personal
Es va casar tres vegades. El 1959 es va casar amb Sara Lee Eberts Tufnell, amb qui va tenir tres fills: Cathryn, Simon i Harriet. El seu matrimoni va acabar amb un divorci el 1969. El seu segon matrimoni va ser el 1972 amb Margaret Benson. La parella va tenir dos fills, Chloe i Will, i més tard es van divorciar el 1989. L'últim matrimoni de Harrison va ser el 1991 amb Lori Chapman, amb qui va romandre casat fins a la seva mort el 2013. Harrison va morir a l'hospital després de patir un atac de cor a la seva casa de Devon, diverses hores després de fer un concert local la nit del 19 d'octubre de 2013.

## Discografia[9]
- Noel Harrison at the Blue Angel (1960)
- Noel Harrison at UnMusic (1960)
- Noel Harrison (1966)
- Collage (1967)
- Santa Monica Pier (1968)
- The Great Electric Experiment Is Over (1969) Produced by Peter Pilalfian and arranged by Luiz Henrique Rosa
- The Windmills of Your Mind (1969)[10]
- The World of Noel Harrison (1969 — compilation)
- Mount Hanley Song (1979)
- Live From Boulevard Music (2002 — live album recorded in the United States)
- Adieu, Jacques (2002 — music from the show, sung in French)
- Hold Back Time (2003)
- Life Is a Dream (2003 compilation)
- From the Sublime to the Ridiculous (2010)[11]